# Anopsicus zimmermani
Anopsicus zimmermani là một loài nhện trong họ Pholcidae. Loài này được phát hiện ở Jamaica.